# Federació Anglesa d'Escacs
La Federació Anglesa d'Escacs (en acrònim anglès: ECF) és l'organització que governa en l'àmbit dels escacs a Anglaterra; és afiliada a la Federació Internacional d'Escacs. L'ECF es va formar el 2004, en realitat com una refundació de l'extinta Federació Britànica d'Escacs (British Chess Federation o BCF), organització fundada el 1904.
La BCF s'havia creat per substituir la ja inoperativa British Chess Association (BCA) i inicialment no només tenia competències a Anglaterra, sinó també al País de Gal·les i a Irlanda del Nord. Nogensmenys actualment els escacs a Escòcia, Gal·les, Irlanda del Nord i a les Illes del Canal governen per les seves pròpies federacions, de manera que els directius de la BCF van acordar el 2004 substituir la BCF per l'ECF, un canvi que fou efectiu des del començament de la temporada 2005/6.

## Activitats
El Campionat d'escacs de la Gran Bretanya se celebra sota els auspicis de l'ECF, i ha estat celebrat anualment des de 1904, excepte durant les guerres mundials. Com a conseqüència del canvi de BCF a ECF, el Campionat actualment dona els títols de Campió d'Anglaterra i de Campiona d'Anglaterra.
L'ECF publica una classificació dels jugadors que competeixen en torneigs a Anglaterra (vegeu Sistema de graus de l'ECF). Actualment, hi ha dues maneres d'entrar en la classificació de l'ECF. Els jugadors poden entrar a ser membres de l'ECF tot pagant una quota fixa anual, ja sigui directament o, des del 2005, a través d'una organització de membres local (MO). En àrees d'Anglaterra on les MO no existeixen o no són obligatòries (la major part del Sud) els jugadors han de pagar una quota per cada partida de competició que juguen i no són considerats membres de l'ECF. Aquest sistema de tres diferents tipus d'afiliació ha estat objecte de molt debat en els últims anys.
Tots els treballadors de l'ECF són triats anualment, i poden tenir indefinits mandats. L'actual president és Andrew Farthing qui va arribar al càrrec l'octubre de 2010, mentre que CJ de Mooi va ser elegit President de l'ECF l'octubre de 2009.
És funció de la Federació seleccionar i finançar els equips anglesos per a les competicions d'equips internacionals, com ara les Olimpíades d'escacs i el Campionat d'Europa d'escacs per equips. Per invitació, les persones individuals també poden rebre’n suport per competir a l'estranger en els esdeveniments d'importància nacional, com el Campionat del món d'escacs Sub-20.
L'ECF publica la revista ChessMoves, gratuïta pels seus membres. Des del número de maig/juny de 2010, és una publicació electrònica (en PDF) distribuïda per e-mail, excepte per a qui opti per una còpia impresa si contribueix a pagar les despeses d'enviament.

## Federació Britànica d'Escacs (British Chess Federation)
La British Chess Federation (BCF) fou l'organització que dirigia els escacs a Anglaterra des de 1904 fins a 2005. S'havia estat argumentant des d'alguns sectors que la BCF hauria de canviar de nom per reflectir el fet que només tenia jurisdicció sobre Anglaterra. El principal contra-argument era que la BCF sí que havia tingut una dimensió britànica, ja que administrava el funcionament del Campionat de la Gran Bretanya. Des dels 1990 hi havia hagut també una campanya a favor que la BCF canviés d'estatus al de company limited by guarantee, per tal d'intentar generar més ingressos per esponsorització, incrementar el nombre de membres, i limitar la responsabilitat civil dels seus membres.
Es va decidir llavors de matar dos ocells d'un tret, i al començament de la temporada 2005/6 es creà la Federació Anglesa d'Escacs, assimilant els béns i personal de la BCF.